# Campeonato Mundial de Atletismo de 2007 - Revezamento 4x400 m masculino
A competição dos 4x400 metros masculino no Campeonato Mundial de Atletismo de 2007 foi realizada no Estádio Nagai, em Osaka, no Japão, entre os dias 1 de setembro e 2 de setembro de 2007.

## Recordes
Antes desta competição, os recordes mundiais e do campeonato nesta prova eram os seguintes:
| Tipo                  | Atleta         | Tempo   | Local     | Data                 |
| --------------------- | -------------- | ------- | --------- | -------------------- |
|                       | Estados Unidos | 2:54.29 | Stuttgart | 22 de agosto de 1993 |
| Recorde do campeonato | Estados Unidos | 2:54.29 | Stuttgart | 22 de agosto de 1993 |

## Medalhistas
| Ouro | Prata                                                                                          | Bronze |
| Estados Unidos · LaShawn Merritt · Angelo Taylor · Darold Williamson · Jeremy Wariner · Bershawn Jackson* · Kerron Clement* | Bahamas · Avard Moncur · Michael Mathieu · Andrae Williams · Chris Brown · Nathaniel McKinney* | Polónia · Marek Plawgo · Daniel Dąbrowski · Marcin Marciniszyn · Kacper Kozłowski · Rafał Wieruszewski* · Witold Bańka* |

*Correram apenas as eliminatórias, mas receberam medalhas

## Calendário
Todos os horários estão no horário local (UTC+9)
| Data          | Horário | Fase          |
| ------------- | ------- | ------------- |
| 1 de setembro | 21:00   | Eliminatórias |
| 2 de setembro | 20:50   | Final         |

## Resultados

### Eliminatórias
Qualificação: Os 3 primeiros de cada bateria (Q) e os 2 melhores tempos (q) avançam para as finais. 
| Pos. | Bateria | Nacionalidade        | Atletas                                                                  | Tempo   | Notas                |
| ---- | ------- | -------------------- | ------------------------------------------------------------------------ | ------- | -------------------- |
| 1    | 1       | Bahamas              | Nathaniel McKinney, Michael Mathieu, Chris Brown, Andrae Williams        | 3:00.37 | Q,                   |
| 2    | 1       | Jamaica              | Michael Blackwood, Ricardo Chambers, Leford Green, Sanjay Ayre           | 3:00.99 | Q                    |
| 3    | 1       | Rússia               | Maksim Dyldin, Vladislav Frolov, Konstantin Svechkar, Denis Alekseyev    | 3:01.07 | Q,                   |
| 4    | 1       | Grã-Bretanha         | Andrew Steele, Robert Tobin, Richard Buck, Martyn Rooney                 | 3:01.22 | q,                   |
| 5    | 2       | Estados Unidos       | Bershawn Jackson, Kerron Clement, Darold Williamson, Angelo Taylor       | 3:01.46 | Q                    |
| 6    | 2       | Alemanha             | Ingo Schultz, Kamghe Gaba, Simon Kirch, Bastian Swillims                 | 3:02.21 | Q                    |
| 7    | 2       | Polónia              | Rafał Wieruszewski, Witold Bańka, Marcin Marciniszyn, Daniel Dąbrowski   | 3:02.39 | Q                    |
| 8    | 1       | República Dominicana | Carlos Santa, Arismendy Peguero, Yoel Tapia, Félix Sánchez               | 3:02.49 | q                    |
| 9    | 1       | Austrália            | Sean Wroe, Dylan Grant, Kurt Mulcahy, Mark Ormrod                        | 3:02.59 | Recorde da temporada |
| 10   | 2       | Japão                | Yuki Yamaguchi, Yusuke Ishitsuka, Kenji Narisako, Mitsuhiro Sato         | 3:02.76 |                      |
| 11   | 2       | Trinidad e Tobago    | Ato Modibo, Jovon Toppin, Jarrin Solomon, Renny Quow                     | 3:02.92 | Recorde da temporada |
| 12   | 1       | França               | Mathieu Lahaye, Brice Panel, Fadil Bellaabouss, Leslie Djhone            | 3:04.45 |                      |
| 13   | 2       | Grécia               | Dimitrios Regas, Yeóryios Doúpis, Dimitrios Gravalos, Periklis Iakovakis | 3:05.65 |                      |
| 14   | 2       | Botswana             | Isaac Makwala, Obakeng Ngwigwa, Kamberuka Sakaria, California Molefe     | 3:05.96 |                      |
| 15   | 1       | Nigéria              | Bolaji Lawal, James Godday, Victor Isaiah, Saul Weigopwa                 | 3:06.04 |                      |

### Final
A final ocorreu dia 2 de setembro às 20:50. 
| Pos.              | Nacionalidade        | Atletas                                                               | Tempo   | Notas                |
| ----------------- | -------------------- | --------------------------------------------------------------------- | ------- | -------------------- |
| Medalha de ouro   | Estados Unidos       | LaShawn Merritt, Angelo Taylor, Darold Williamson, Jeremy Wariner     | 2:55.56 | Melhor marca do ano  |
| Medalha de prata  | Bahamas              | Avard Moncur, Michael Mathieu, Andrae Williams, Chris Brown           | 2:59.18 | Recorde da temporada |
| Medalha de bronze | Polónia              | Marek Plawgo, Daniel Dąbrowski, Marcin Marciniszyn, Kacper Kozłowski  | 3:00.05 | Recorde da temporada |
| 4                 | Jamaica              | Michael Blackwood, Ricardo Chambers, Leford Green, Sanjay Ayre        | 3:00.76 |                      |
| 5                 | Rússia               | Maksim Dyldin, Vladislav Frolov, Konstantin Svechkar, Denis Alekseyev | 3:01.62 |                      |
| 6                 | Grã-Bretanha         | Andrew Steele, Robert Tobin, Richard Buck, Martyn Rooney              | 3:02.94 |                      |
| 7                 | República Dominicana | Félix Sánchez, Yoel Tapia, Carlos Santa, Arismendy Peguero            | 3:03.56 |                      |
| 8                 | Alemanha             | Ingo Schultz, Simon Kirch, Kamghe Gaba, Bastian Swillims              | 3:07.40 |                      |

Legenda
| Recorde mundial       | Recorde mundial (World record)               |                       | Recorde africano                      | Recorde africano (African) |                                           | Q | Classificado por posição (Qualified) |
| Recorde do campeonato | Recorde do campeonato (Championship record)  | Recorde da América    | Recorde da América (Americas)         | q                          | Classificado por melhor tempo (Qualified) |   |                                      |
| Melhor marca do ano   | Melhor marca do ano (World leading)          | Recorde asiático      | Recorde asiático (Asian)              | DNS                        | Não largou (Did not start)                |   |                                      |
| Recorde nacional      | Recorde nacional (National record)           | Recorde europeu       | Recorde europeu (European)            | DNF                        | Não terminou (Did not finish)             |   |                                      |
| Recorde pessoal       | Recorde pessoal do atleta (Personal best)    | Recorde da Oceania    | Recorde da Oceania (Oceania)          | DSQ / DQ                   | Desclassificado (Disqualified)            |   |                                      |
| Recorde da temporada  | Recorde da temporada do atleta (Season best) | Recorde sul-americano | Recorde sul-americano (South America) | NM                         | Sem marca (No mark)                       |   |                                      |